# Meiway
Meiway, pseudonimo di Frédéric Ehui Desiré (17 marzo 1962), è un musicista, cantante arrangiatore, produttore ivoriano.
Ha creato uno stile musicale, lo zoblazo, che riprende la ritmica utilizzata nelle danze africane.
La sua professionalità lo ha portato a diventare uno dei più grandi artisti africani.
Per il suo talento gli sono stati attribuiti i soprannomi “Il professore Awôlôwô“ e “Il genio di Kpalèzo“.
In Costa d'Avorio è anche ambasciatore di un progetto per la lotta contro l'AIDS.
Suo padre, un agente commerciale di un'impresa locale, è un fisarmonicista dilettante.
La madre canta sovente in una parrocchia cattolica, anche Frédéric ha cominciato a cantare in chiesa a 9 anni, e ha proseguito fino a 16.
I genitori di Meiway fanno anche parte di più gruppi locali.
Frédéric stringe amicizia con un membro del gruppo musicale Pace, al college.
Diventa subito un membro eminente del gruppo.
Nel frattempo, fa anche parte di altri gruppi più piccoli.
Pace decolla nel 1978, vincendo un premio molto ambito in Costa d'Avorio.
La ripartizione del premio fra i membri del gruppo diventa oggetto di conflitto, e il gruppo si scioglie.
Per Frédéric, divenuto Meiway, questa separazione è quasi salutare.
Infatti riesce successivamente a creare il proprio gruppo (les Génitaux), con la possibilità di imporre le proprie composizioni.
Nel 1981, gli otto membri del nuovo gruppo ricevono un premio.
In questo periodo saranno molto impegnati in tours, concerti e festival.

## Discografia
- 2009: M 20
- 2006-2007: 9e commandement
- 2004: Golgotha
- 2001: Eternel
- 2000: Le Procès
- 1999: Extraterrestre
- 1998: Hold-up
- 1997: Les génies vous parlent
- 1995: Appolo 95
- 1993: Jamais 203
- 1991: 200% Zoblazo
- 1989: Ayibebou

### Premi
- 1990: Trofeo di migliore artista in Costa d'Avorio
- 1996: Premio di migliore artista della musica africana a Johannesburg in Africa del Sud.
- 1998: 3 koras (migliore arrangiatore, migliore artista e migliore clip video africano)
- 1998: In dicembre premio di migliore video clip africano alla sesta cerimonia degli African Awards a Abidjan.
- 2005: Tamani di miglior artista di Costa d'Avorio ai Trofei della musica a Mali.